# 元文小判

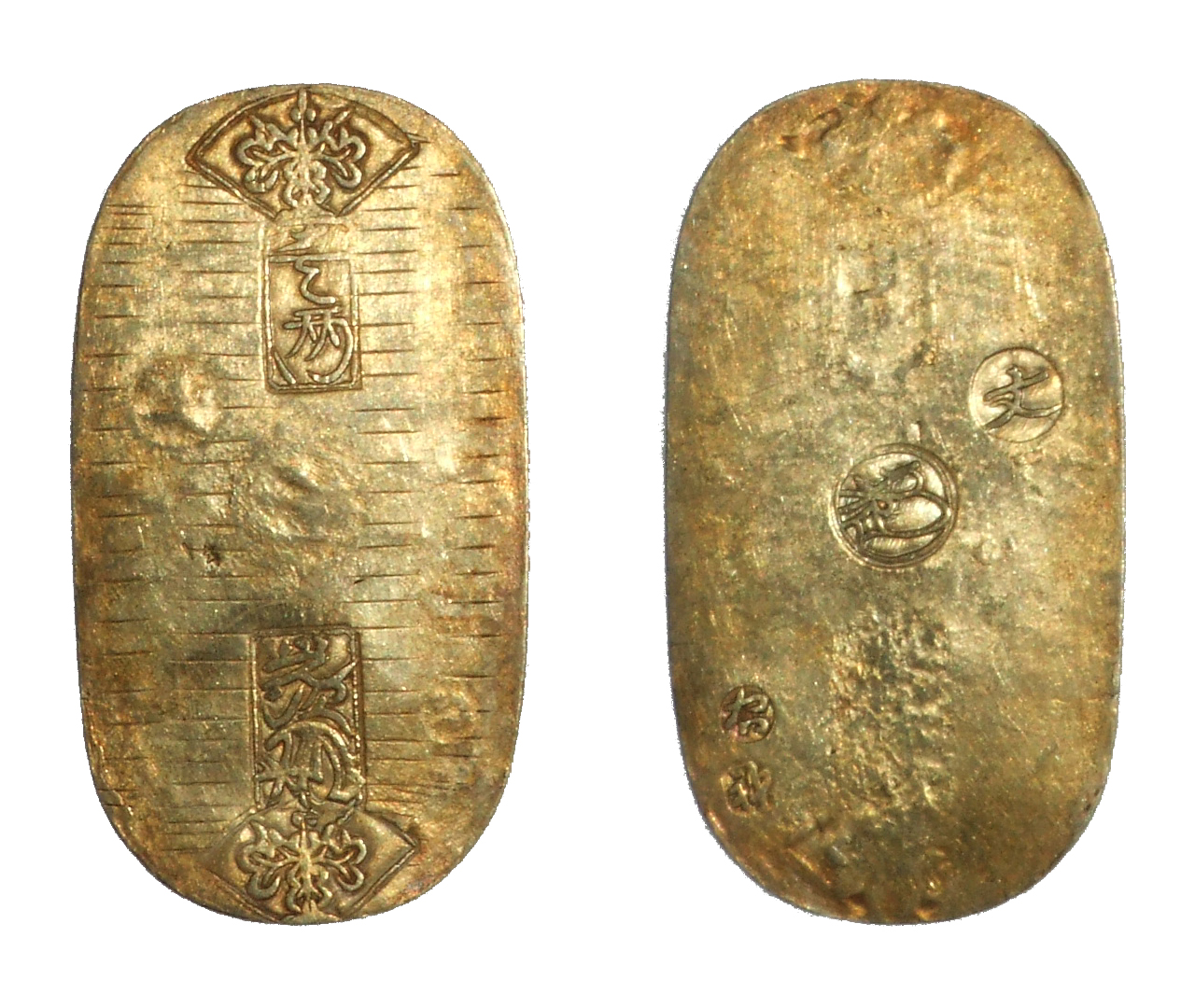
元文小判（文字小判）

元文小判（げんぶんこばん）とは、元文元年5月16日（1736年6月24日）から鋳造が始まり同年6月15日（1736年7月23日）より通用開始された一両としての額面を持つ小判である。
文字小判（ぶんじこばん）とも呼び、後の文政小判が発行されてからは、これと区別するため、古文字小判（こぶんじこばん）あるいは真文小判（しんぶんこばん）とも呼ばれた。また元文小判および元文一分判を総称して元文金（げんぶんきん）、文字金（ぶんじきん）、古文字金（こぶんじきん）、あるいは真文金（しんぶんきん）と呼ぶ。同時に吹替えが行われた文字銀と合わせて文字金銀（ぶんじきんぎん）と呼ぶ。

## 概要
表面には鏨（たがね）による茣蓙目が刻まれ、上下に桐紋を囲む扇枠、中央上部に「壹两」下部に「光次（花押）」の極印、裏面は中央に花押、下部の左端に小判師の験極印、、吹所の験極印さらに右上に「文」字が打印されている。これは元禄金と区別するため「元」の使用を避けたことによる。
下部の左端の小判師の験極印および吹所の験極印の組み合わせにより「大」「吉」となったものは偶然大吉と呼ばれ、七福小判として縁起が良い物であると珍重されるが、元文小判以降は特製の献上小判も作成され、この極印は意図的に「大」「吉」が打たれている。
佐渡の金座でも鋳造され、小判師の験極印、および吹所の験極印の組み合わせが「筋」「神」、「筋」「当」は佐渡小判とされる。

## 略史
徳川吉宗は米価引き上げ策を講じて、財政に困窮する武士および農民を救済しようと試みるが思うような効果を挙げるものではなかった。そこで町奉行であるとともに、官僚として優れた才覚を有する大岡忠相らの提案を受け入れ、貨幣の品位を低下させ、通貨量を増大させる吹替えに着手した。旧金（享保金および慶長金）100両に対し、新金（文字金）165両という大幅な増歩を付けて交換するというものであった。純金量を約44%低下させる吹替えであったため、このような大幅な増歩を付けても幕府には出目が入った。
元文元年5月16日（1736年6月24日）に出された、文字金銀に関する触書は以下の通りであった。
- 一、世上金銀不足に付、通用不自由の由相聞へ候に付、此度金銀新に吹替被ニ仰付一候事

また古金に対する引替は以下のように定められた。
- 慶長金100両二 文金165両
- 新金100両二 右同断（文金165両）
- 元禄金100両二 文金105両位
- 乾金200両二 文金165両

当初、旧金（慶長金、享保金）および新金（文字金）は無差別通用という触書であったが、江戸の十組問屋から品位の異なるものを無差別通用とするのは不可能との嘆願により、暫定的という条件で、引換の増歩と同率の旧金は65%増しという割合遣いを認めざるを得なかった。
一方。このような大幅な増歩での交換は通貨の急激な増大につながり、発行当初は急激なインフレーションに見舞われ「文金高島田」という言葉が流行するほどであったが、やがて物価および金銀相場は安定し、文字金銀は広く普及するようになり80年以上の長期間に亘り流通することとなった。そのため流通による損傷が著しく、金座による直し小判が少なからず存在し異式槌目のものがそれであるとされる。
また、この吹替えによる御触れでは貨幣の員数を増加させる目的しか謳っていないが、市民は米価の引き上げを評価したとされている。この米価引き上げによる武士と農民の生活の保護が吹替えの目的とする説もあるが、貨幣価値の低落は米価と共に諸色の値段も上げるため米価調節策としては評価できないとの説もある。
通用停止は文政7年3月（1824年4月頃）の触書では文政8年2月末（1825年4月17日）迄であったが、延期され文政10年1月末（1827年2月25日）となった。

## 元文一分判

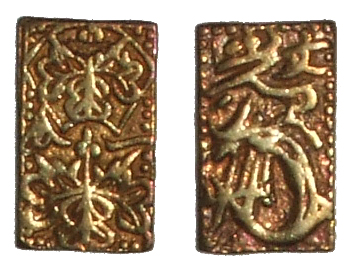
元文一分判（文字一分判）

元文一分判（げんぶんいちぶばん）は元文小判と同品位、1/4の量目でもってつくられた長方形短冊形の一分判であり、表面は上部に扇枠の桐紋、中央に横書きで「分一」、下部に桐紋が配置され、裏面は「光次（花押）」の極印が打たれている。裏面の右上に楷書体の「文」の年代印が打たれていることは小判と同様であり、文字一分判（ぶんじいちぶばん）あるいは真文一分判（しんぶんいちぶばん）とも呼ばれる。

## 文字金の量目および品位
| 金銀 | 3.50匁 |
|      |        |

### 量目
小判の規定量目は三匁五分（13.06グラム）であり、一分判は八分七厘五毛（3.26グラム）である。
多数量の実測値の平均は、小判3.48匁（度量衡法に基づく匁、13.05グラム）、一分判0.87匁（同3.26グラム）である。
太政官による『旧金銀貨幣価格表』では、拾両当たり量目4.19614トロイオンスとされ、小判1枚当たりの量目は13.05グラムとなる。

### 品位
規定品位は六十六匁九分五厘六毛五糸位（金44匁につき銀22.9565匁、金65.71%、銀34.29%）である。
明治時代、造幣局により江戸時代の貨幣の分析が行われた。文字金の分析値の結果は以下の通りであった。
| 貨種   | 成分 | 規定品位 | 太政官 | ディロン | 甲賀宜政 |
| ------ | ---- | -------- | ------ | -------- | -------- |
| 小判   | 金   | 65.71%   | 65.32% | 65.49%   | 65.31%   |
| 小判   | 銀   | 34.29%   | 34.53% | 34.40%   | 34.41%   |
| 小判   | 雑   | -        | 0.15%  |          | 0.28%    |
| 一分判 | 金   | 65.71%   | 同上   |          | 65.33%   |
| 一分判 | 銀   | 34.29%   | 同上   |          | 34.37%   |
| 一分判 | 雑   | -        | 同上   |          | 0.30%    |

雑分は銅、鉛などである。

## 文字金の鋳造量
『旧貨幣表』によれば、小判および一分判の合計で17,435,711両1分である。
一分判は総鋳造量の三割とされる。すなわち5,230,713両1分（約20,922,853枚）前後である。小判は約12,204,998両という計算になる。
佐渡判は延享3年（1746年）より文政2年（1819年）までの鋳造高は小判149,001両、一分判63,858両1分（255,433枚）、合わせて212,859両1分と推計される。
吹替えにより幕府が得た出目（改鋳利益）は1,025,800両であった。また金座における鋳造手数料である分一金（ぶいちきん）は鋳造高1000両につき、手代10両、金座人10両2分、吹所棟梁4両3分であった。